# 佛罗里达自然历史博物馆

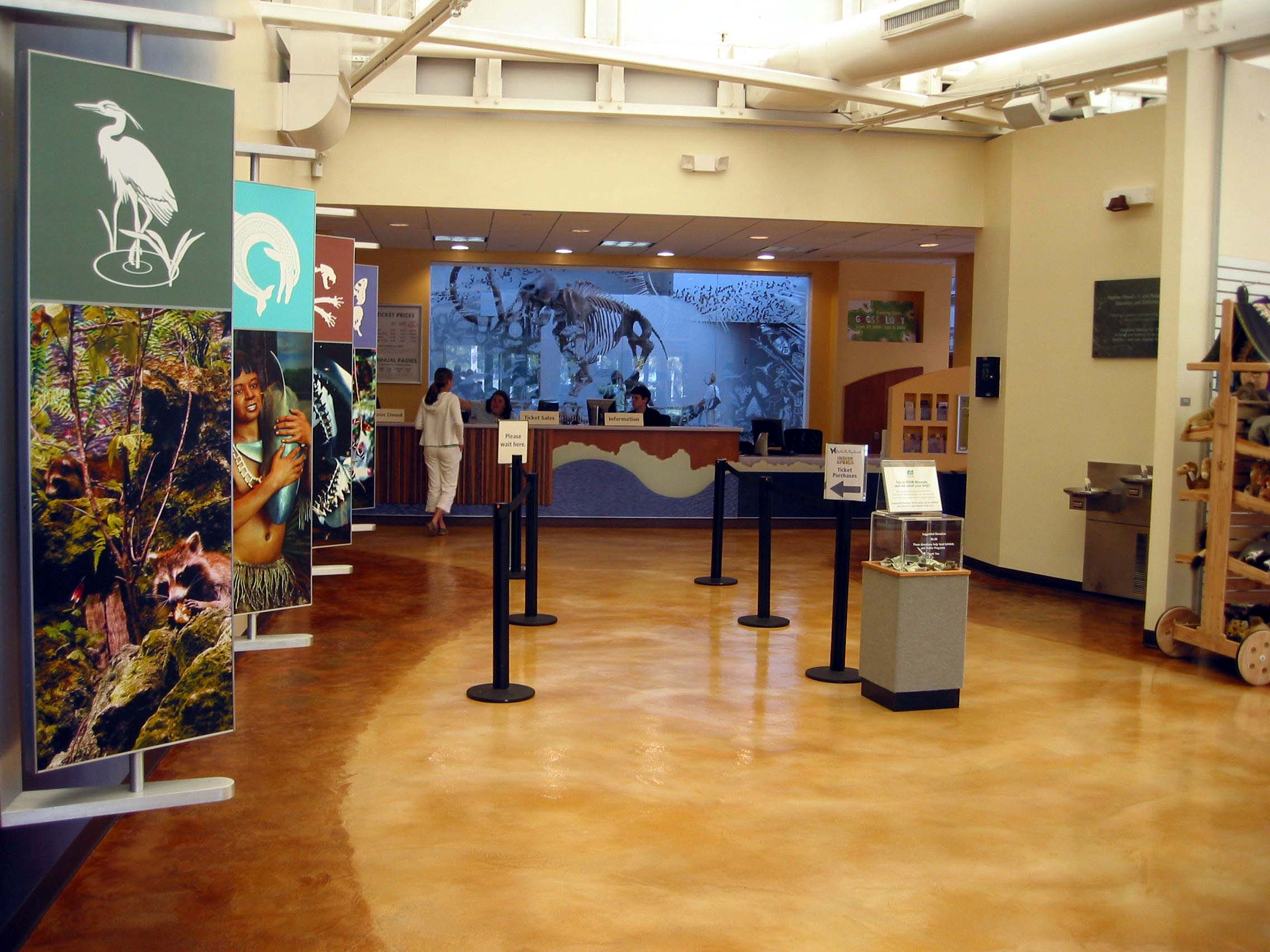
入口大厅

佛罗里达自然历史博物馆（Florida Museum of Natural History；FLMNH） 是美国佛罗里达州州立的自然历史博物馆，主要场馆位于盖恩斯维尔的佛罗里达大学校园内。
其历史可以追溯至1891年，当时是莱克城佛罗里达农业学院（Florida Agricultural College）一名教授的收藏，学院在1905年关闭后，藏品转移至佛罗里达大学。1917年，佛罗里达州立博物馆（Florida State Museum）正式成立，1988年改现名。